# 貝爾格拉諾縣 (聖大非省)

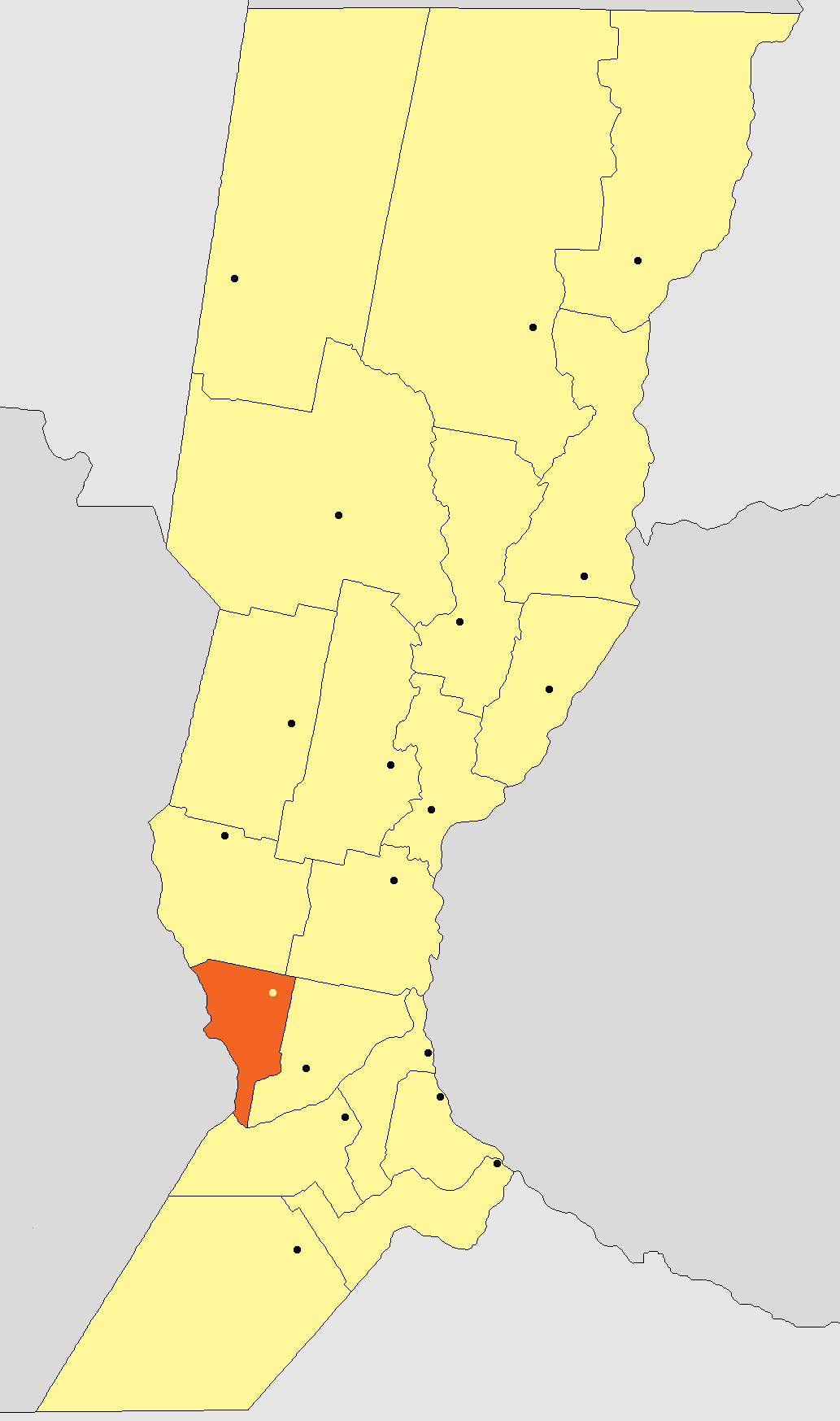

32°29′S 61°35′W / 32.483°S 61.583°W
貝爾格拉諾縣（西班牙語：Departamento Belgrano），是阿根廷的縣份，位於該國東北部聖大非省，首府設於拉斯羅薩斯，面積2,386平方公里，2010年人口44,788，人口密度每平方公里18.77人。